# ایستگاه متروی گازران
ایستگاه مترو گازران یکی از ایستگاه‌های خط ۱ مترو تبریز است که در محله گازران، خیابان خیام، کوچه قائم واقع شده‌است. این ایستگاه در ۵ آذر ۱۴۰۱ افتتاح شده‌است. این ایستگاه، ایستگاه ۱۴ خط ۱ مترو تبریز است.

## ویژگی‌ها و مشخصات ایستگاه
ایستگاه مترو گازران از نوع عمیق است و مساحت کل ایستگاه ۱۲۴۹۳ متر مربع و دارای ۳ طبقه و ۲ ورودی است. به گفته سرپرست سازمان حمل و نقل ریلی شهرداری تبریز، این ایستگاه در عمق ۲۵ متری از سطح خیابان و به علت بالا بودن سطح آبهای زیر زمینی و مجاورت با ساختمان های قدیمی با کار مهندسی دقیق و تخصصی اجرا شده است.
وحید کیا، از بکارگیری ۵۰۰۰ تن میلگرد در این پروژه خبر داد و افزود: در این ایستگاه ۱۲ کیلومتر سازه نگهبان به صورت شمع مسلح و پلاستیک برای آب بندی اجرا شده است.
وی میزان بتن ریزی در ایستگاه ۱۴ خط یک متروی تبریز را بیش از ۴۰ هزار متر مکعب اعلام کرد و گفت: بالغ بر ۲۸ هزار متر مربع قالب بندی سازه، ۷۲ هزار متر مکعب خاک برداری، ۵۰۰۰ متر مربع سنگ کاری و ۳۳۰۰ متر مربع کاشی کاری در این پروژه انجام شده است.
وی، ادامه داد: این ایستگاه با بهره گیری از توان معماران متخصص به صورت سنتی کار شده و سکوی ایستگاه نیز به صورت جزیره‌ای اجرا شده است.